# 梅田信号場
梅田信号場（うめだしんごうじょう）は、かつて大阪府大阪市北区大深町にあった、西日本旅客鉄道（JR西日本）の信号場。現在は大阪駅地下ホーム（うめきたエリア）となっている。
吹田貨物ターミナル駅（同駅開業以前は登記上吹田駅）より新大阪駅を経由し、大阪環状線の福島駅（実質的には西九条駅）に至る東海道本線の支線（通称：梅田貨物線および梅田線）上に位置していた。
この項目では、当信号場の前身であり、2013年まで存在した日本貨物鉄道（JR貨物）の貨物駅である梅田駅（通称梅田貨物駅）についても解説する。

## 歴史
もともと大阪駅では、旅客・貨物の両方を取り扱い、かつ車両基地としての機能も併設しており、大正時代には各種の機能を持った設備が駅に混然と存在していて駅のこれ以上の容量拡張が困難になってきていた。このため大阪駅の改良計画が立てられ、旅客・貨物分離が行われることになった。これにより旅客の大阪駅は高架化され、貨物についてはその北側に移転することになった。吹田操車場からの連絡線と一緒に工事が行われ、1928年12月1日に開業している。また、大阪市内の河川を通じた水運と連絡するために大阪駅南側に既設だった貨物駅とドックを流用するため、大阪駅高架下をくぐって南側へ線路を延ばす工事と、逆に掘割を北側まで延ばして船が入れるようにする工事が行われ、1934年に従来の大阪駅での貨物扱いが終了して梅田駅に集約された。この年の6月1日付けで宮原機関庫大阪分庫が廃止され、同時に吹田機関庫梅田分庫が創設された。
戦後、1959年に汐留駅との間でコンテナ輸送専用列車「たから号」の運転が開始され、これに合わせて南地区に日本で初めてのコンテナホーム、コンテナ検修設備などが設置された。さらに北地区に新3号プラットホームが建設された。このホームは、線路の片側を地面の高さのホーム、もう片側を高いホームにしており、貨車の両側から荷役を行うことができるようにされたものであった。また巨大な貨物上屋で全体が覆われていて、これは2012年当時においても使用されていた。
国鉄分割民営化に伴い、都心に位置する梅田駅は日本国有鉄道清算事業団（後の鉄道建設・運輸施設整備支援機構）の所有とされ、土地を売却して国鉄長期債務の返済に充てられることになった。これに伴い梅田駅の機能は吹田操車場跡地に移転する計画となったが、移転先の反対運動などを受けて遅延していた。その後、吹田操車場跡地と百済駅に半分ずつ移転させる計画に変更され、1999年1月に移転に関する基本協定書が締結された。2005年7月に先行区域の更地化工事に着手され、これにより6.7ヘクタールの更地化が2008年3月に完成した。2012年12月、JR貨物は吹田貨物ターミナル駅・百済駅への機能移転の2013年春完成により梅田駅（貨物）は2013年3月16日ダイヤ改正をもって営業終了すると発表した。列車の設定はダイヤ改正時点でなくなるが、駅自体の正式な廃止は4月1日となる。
駅廃止後、先行区域に建設が進められていたグランフロント大阪は、2013年4月23日に報道関係者等向け内覧会が、4月26日に正式に街開きが行われた。

## 年表

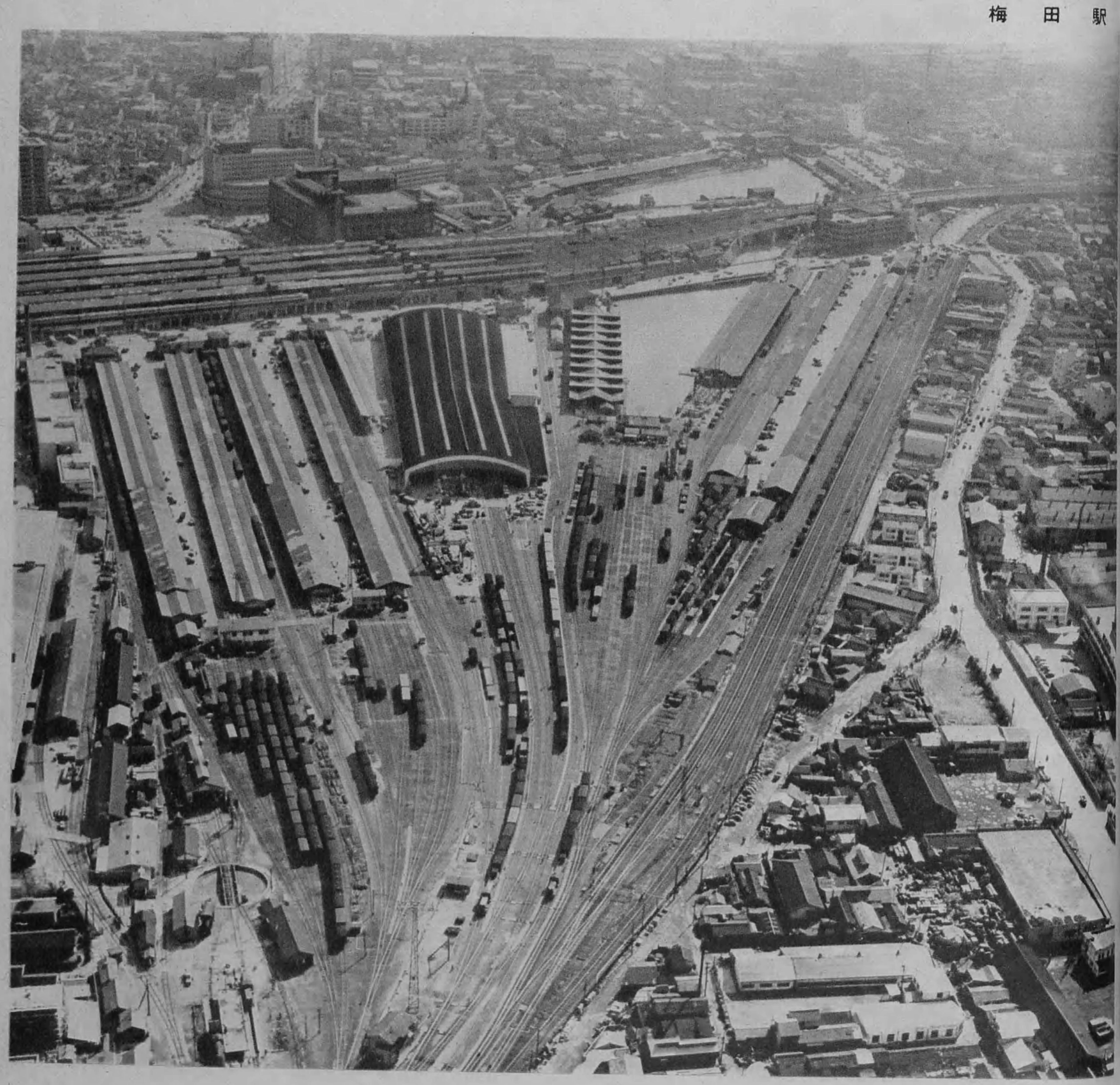
梅田貨物駅（1962年）

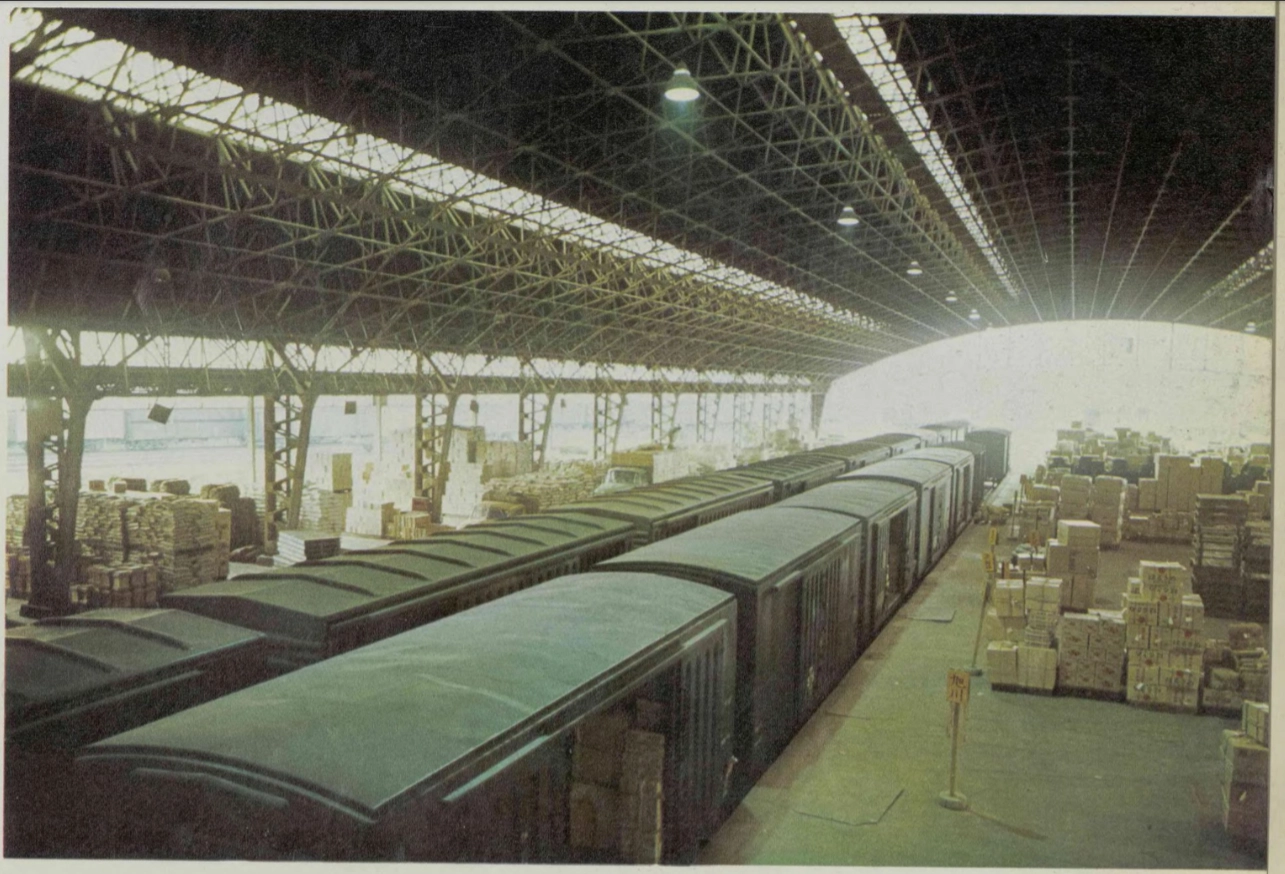
新3号貨物ホーム（1966年）

- 1874年（明治7年）12月1日：大阪駅において貨物の取扱いを開始。
- 1928年（昭和3年）12月1日：大阪駅の貨物設備が独立し、梅田駅として開業[1]。ただしこのときは大阪駅と同一駅扱い。
  - この頃、住民の訴えにより全長約200メートルの梅田駅地下トンネルが竣工。
- 1934年（昭和9年）：梅田南駅関連の工事が完成して大阪駅の貨物扱い廃止。
- 1942年（昭和17年）4月1日：小荷物の取扱を開始[1]。
- 1954年（昭和29年）9月1日：小荷物の取扱を廃止[1]。
- 1959年（昭和34年）11月5日：南構内にコンテナホームを整備し、汐留駅 - 梅田駅間に日本初のコンテナ輸送専用列車「たから号」が運転開始。
- 1960年（昭和35年）10月：新3号ホーム使用開始[3]。
- 1961年（昭和36年）4月6日：大阪駅と別の営業キロを設定[1]。
- 1962年（昭和37年）8月：掘割水路を閉鎖[3]。
- 1965年（昭和40年）10月1日：小荷物の取扱を再開[1]。
  - 同年、掘割を埋め立ててコンテナホームを増強。
- 1966年（昭和41年）10月：新4号ホーム竣工[3]。
- 1967年（昭和42年）4月：新5号ホーム竣工[3]。
- 1969年（昭和44年）10月：梅田貨物線電化完成[3]。
- 1972年（昭和47年）3月：西構内の小口混載ホームおよび荷物ホームを整理してコンテナホームを増設[3]。
- 1982年（昭和57年）11月：南コンテナホーム使用停止[3]。
- 1984年（昭和59年）2月1日：荷物の取扱を廃止[1]。
- 1987年（昭和62年）
  - 4月1日：国鉄分割民営化により、日本国有鉄道清算事業団が土地を承継、営業は日本貨物鉄道が承継した[1][3]。同年、移転・売却が決定した。
  - 11月：ピギーバック輸送開始[3]。
- 1994年（平成6年）9月4日：梅田貨物線に関空特急「はるか」が運行開始。
- 2000年（平成12年）
  - 3月：2号ホーム撤去[3]。
  - 8月：1号ホーム撤去[3]。
- 2001年（平成13年）11月：構内にあった梅田貨車区を吹田機関区へ移転統合[3]。
- 2005年（平成17年）7月：先行区域の更地化着工[3]。
- 2006年（平成18年）2月15日：大阪府、吹田市、摂津市、鉄道・運輸機構清算事業本部、JR貨物の五者が吹田信号場跡地への吹田貨物ターミナル駅（仮称）建設事業の着手合意協定書の締結が行われ、梅田駅の機能を吹田貨物ターミナル駅と百済駅に移転することをJR貨物が発表[9]。
- 2008年（平成20年）3月：先行区域更地化完成[3]。
- 2012年（平成24年）3月：紙専用車扱列車をコンテナ化[3]。
- 2013年（平成25年）
  - 3月16日：ダイヤ改正に伴い、吹田貨物ターミナル駅、百済貨物ターミナル駅（今改正で百済駅から改称）へ機能を移転し、梅田駅への貨物列車設定を廃止[4][3]。
  - 4月1日：梅田駅廃止[3]。残された行き違い設備はJR西日本に移管、西九条駅管理梅田信号場となる。
- 2019年（令和元年）
  - 梅田貨物駅跡地で梅田貨物線の地下駅である北梅田駅（仮称）が着工される。
- 2020年（令和2年）
  - 3月25日：北梅田駅（仮称）が大阪駅の地下ホーム（うめきたエリア）となることが発表される[10]。
- 2023年（令和5年）
  - 2月12日：梅田貨物線の地下線への切り替えに伴い、この日を以って梅田信号場は使用停止。
  - 2月13日：梅田貨物線を地下線へ切り替え。大阪駅地下ホーム（うめきたエリア）開業までは、同ホームを信号場と同じ扱いで運用する。
  - 3月18日：大阪駅地下ホーム（うめきたエリア）開業。特急「はるか」・「くろしお」とおおさか東線の列車が同ホームに発着。

## 梅田貨物駅

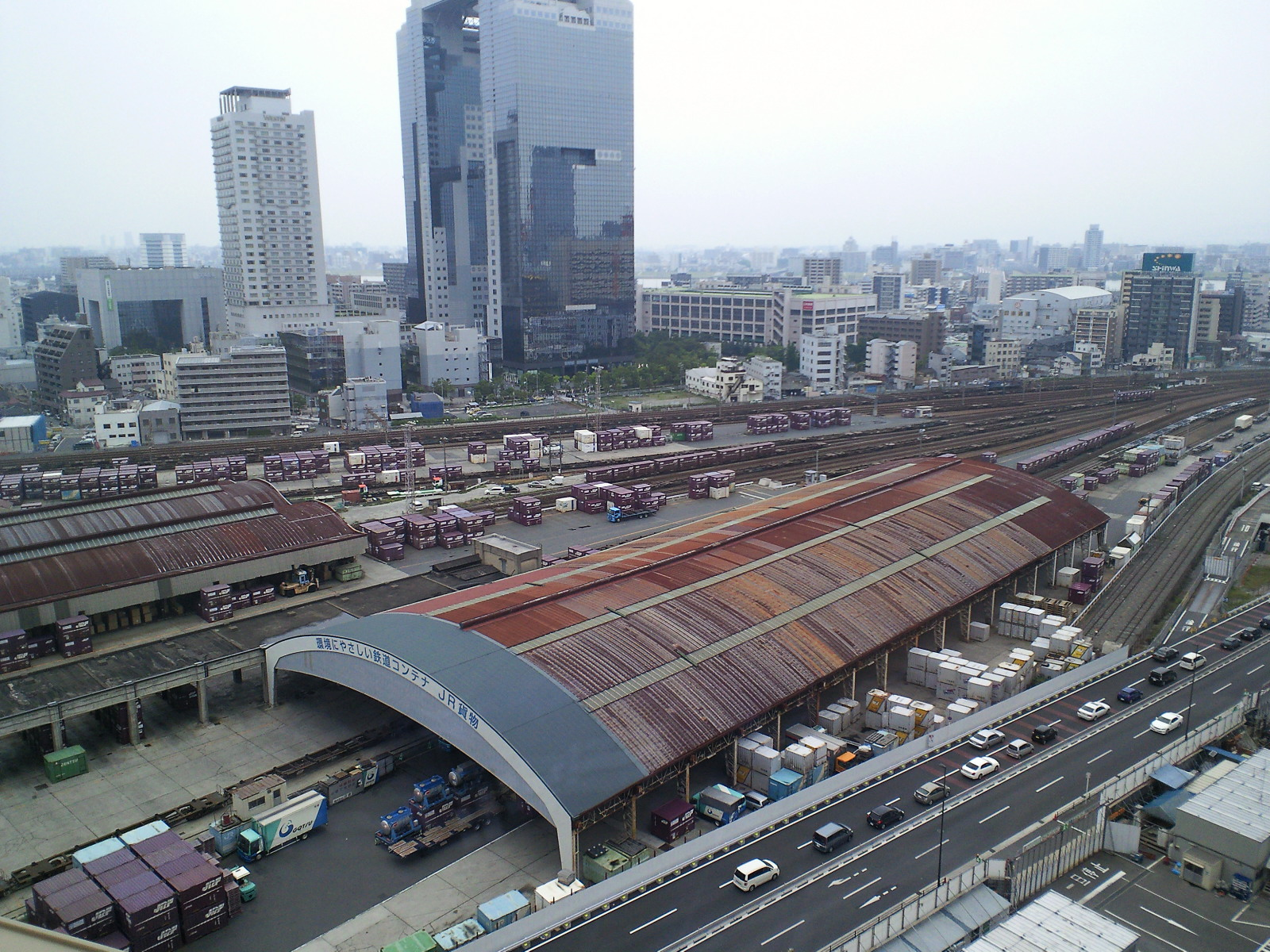
新3号プラットホーム（丸ルーフの貨物上屋）

この駅は「梅田駅」が正式名称だが、阪急電鉄・阪神電気鉄道・地下鉄御堂筋線の梅田駅などと区別するため、梅田貨物駅、梅田北ヤードとも呼ばれていた。営業当時は一部のコンテナ車の常備駅に指定され、常備貨車にはJR貨物関西支社梅田駅を意味する「西ウタ」と表記されていた。高度経済成長期には、東京の汐留駅とあわせて「東の汐留、西の梅田」とうたわれた。
駅敷地の再開発計画に伴い、2013年3月16日のダイヤ改正より梅田駅の機能は関西本線百済駅（百済貨物ターミナル駅に改称）と東海道本線吹田操車場跡地に新設された吹田貨物ターミナル駅に移転され、同月末日を限りで廃止された。その後の跡地は、商業施設「グランフロント大阪」及び「グラングリーン大阪（建設中）」として活用されている。
なお移転に伴う問題については大阪駅北地区#貨物機能移転問題を参照のこと。

### 駅構造
地上駅で、2013年の運用終了直前の時点では到着線2本、着発線4本、出発線4本、荷役線10本、コンテナホーム3面、敷地面積は17ヘクタールであった。
1968年（昭和43年）9月に建設された駅舎は老朽化が進んでいるが、移転が決まっていたので改修はなされなかった。そのため、所々傷みが出てきており、特に9月前後は台風などにより被害を受けている。駅舎のほか、駅構内にはJR貨物の大阪営業支店が設けられている。
新3号プラットホームの上屋は、延長220メートル、スパン61メートルにもおよぶ巨大なもので、ダイヤモンドトラス工法を用いて内部に柱を一切設けない構造で1960年（昭和35年）10月に完成した。南側50メートルは先行工事に伴い撤去されているが、完成から50年を経てもなお建築関係者が見学に来ることがある構造物である。
かつてはさらに規模が大きく、道路を踏切で横断して大阪駅高架下を抜けた場所にも5面7線のコンテナホームが1982年まで存在した。またここから分岐して大阪中央郵便局への引き込み線も延びていた。この場所を指して通称梅田南貨物駅と呼んでいた。大阪貨物ターミナル駅に機能を移行して梅田南貨物駅は廃止となり、跡地はオオサカガーデンシティとなっている。なお、この箇所は初期の大阪駅貨物施設の跡で有るだけでなく、明治初期に存在した安治川駅への貨物線の代替となる淀川から引き込んだ堀が有った箇所でもある。

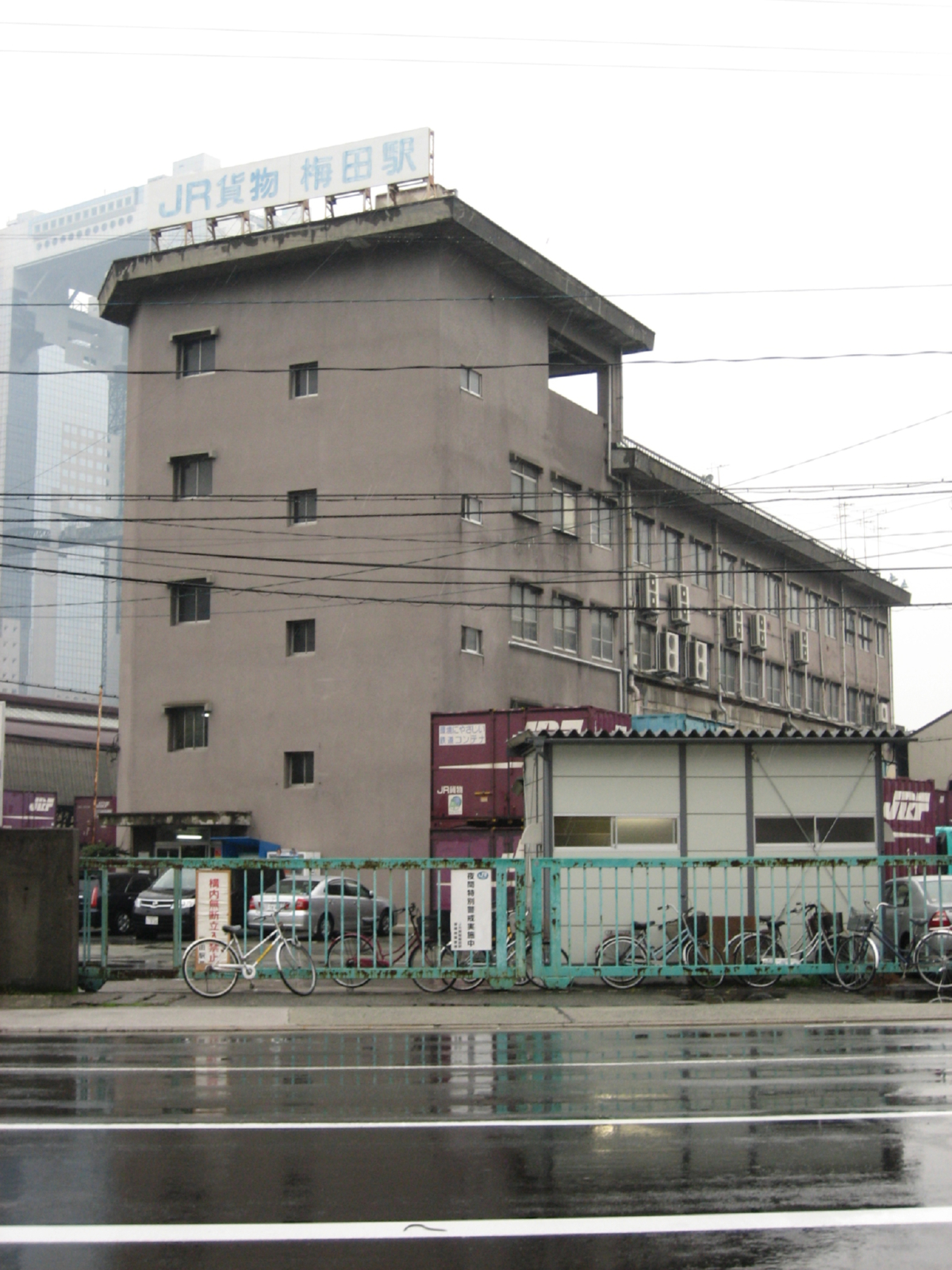
梅田駅駅舎（2007年12月）
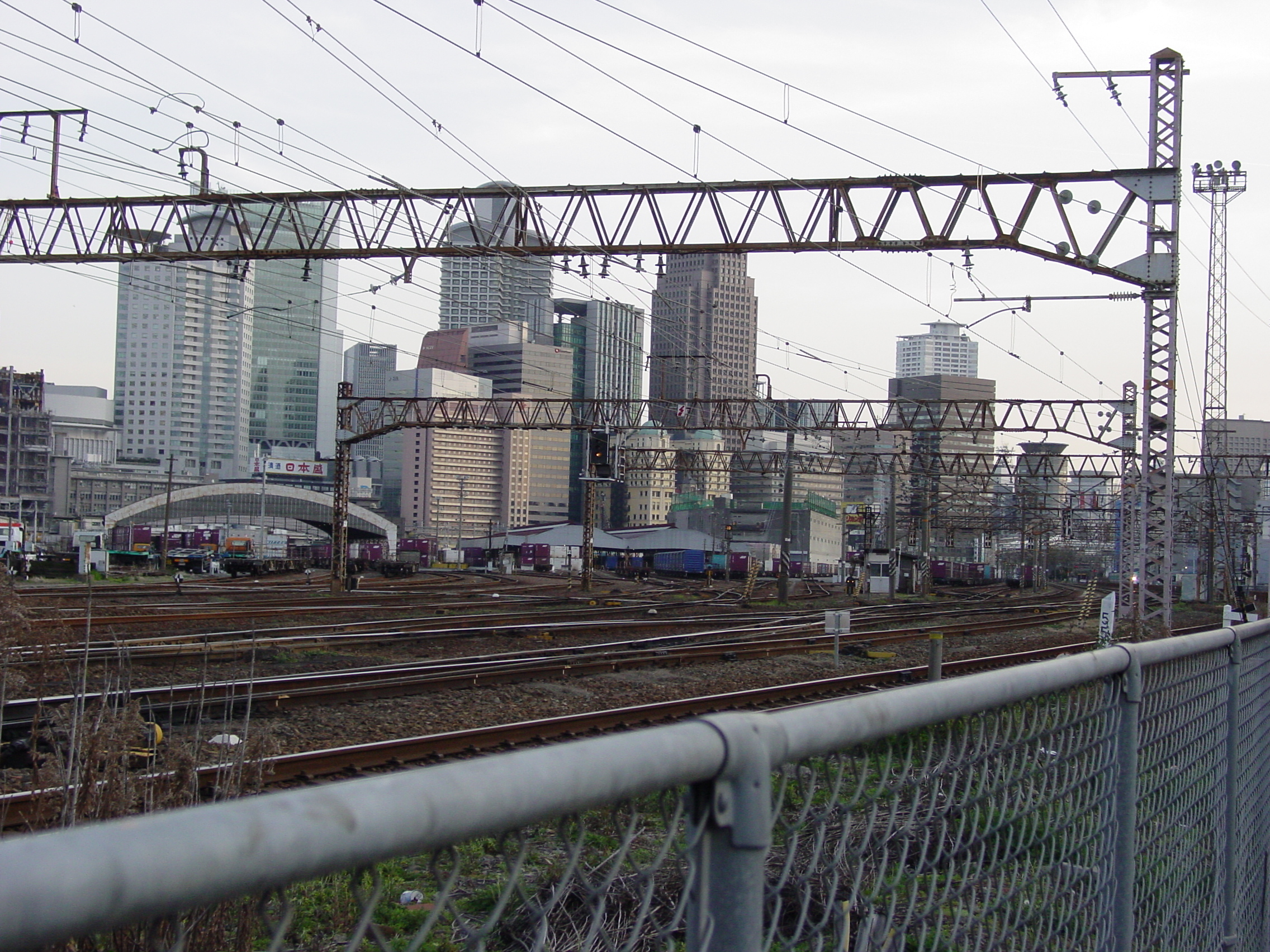
阪急中津駅付近から梅田貨物駅を眺める
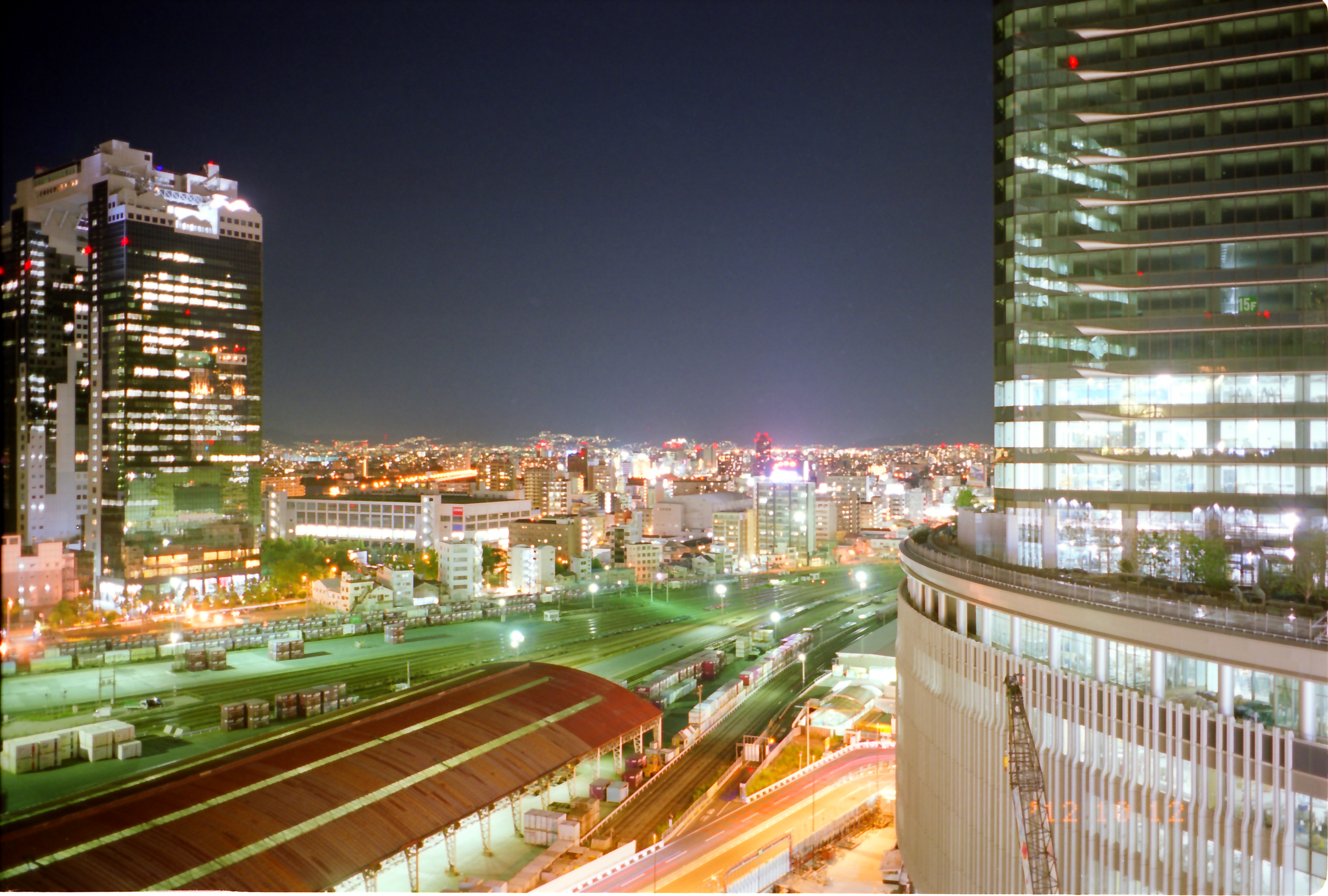
ノースゲートビルから眺める梅田貨物駅付近の夜景
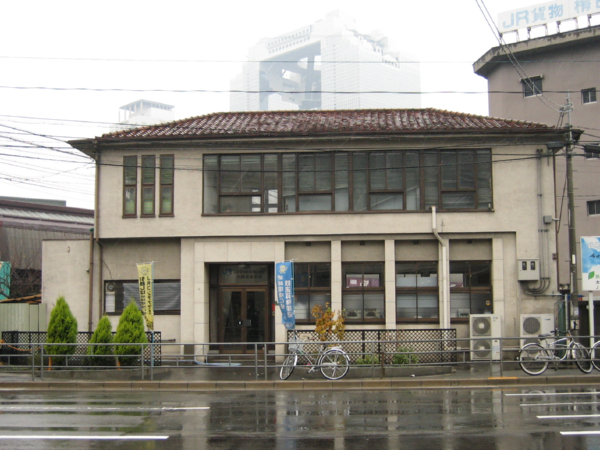
駅構内にあるJR貨物大阪営業支店
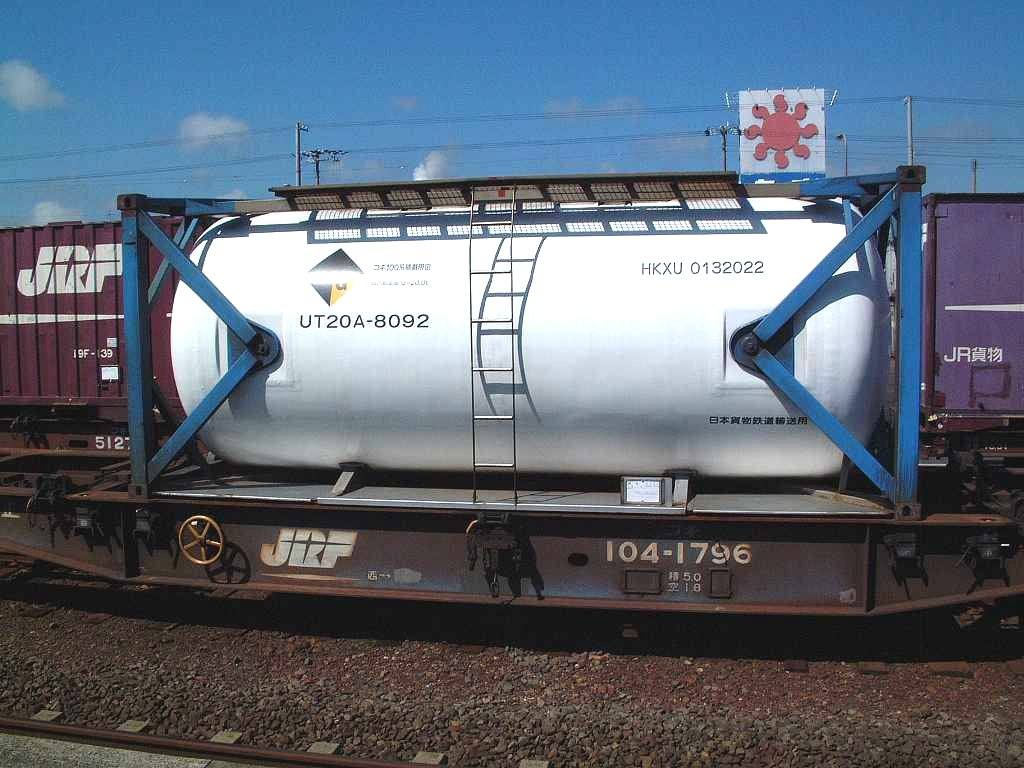
北海道から輸送されている生乳専用コンテナ

### 取扱う貨物の種類
当駅はコンテナ貨物および車扱貨物の取扱駅であった。
コンテナ貨物は、JR規格の12フィート・20フィート・30フィートのコンテナと、ISO規格の20フィート（20トン・24トン）海上コンテナを取り扱っていた。主な取扱品目は、宅配便などの混載貨物、化学工業品、食料工業品、清涼飲料水、紙など。近くに新聞社がある関係から主な取扱品の一つが新聞用紙であり、100年以上前から扱われていた。北海道からの牛乳や産業廃棄物が入っている貨物も到着していた。また、産業廃棄物・特別管理産業廃棄物の取扱許可を得ており、それらが入っている貨物の取り扱いも増加していた。
車扱貨物は、有蓋車（ワム80000形）で輸送される紙を取り扱っていた。有蓋車は、富士駅（日本製紙富士工場）や比奈駅（日本大昭和板紙吉永工場）から発送されていたが、紙輸送列車は2012年（平成24年）3月にコンテナ化されていた。
2011年度時点で、1日にコンテナ貨物列車26本、車扱貨物列車2本の合計28本の貨物列車が発着しており、貨物扱い量は1日平均コンテナ3,137トン、車扱い146トンであった。これは全国10番目、近畿地方では1位であった。なお、最盛期の1961年度における年間取扱数量は363万トンであった。

## 梅田信号場
2013年（平成25年）4月1日に廃止された、旧梅田貨物駅の一部施設を引き継いだもので、梅田貨物線（梅田線）の単線と複線の境界点として機能している。2018年よりおおさか東線の一部列車をここまで入線させて折り返す列車も設定されるようになった。
2023年3月ダイヤ改正により大阪駅の地下ホーム（うめきたエリア）が開業するのに伴い、それに先立つ2月11日終電後から13日始発前にかけて地下線への切り替えが実施され、線路切り替えが実施された2月12日から全ての列車が本信号場を通過しなくなった。以降、3月18日に大阪駅の地下ホーム（うめきたエリア）が開業するまで、同ホームを暫定的に信号場と同じ扱いで運用していた。

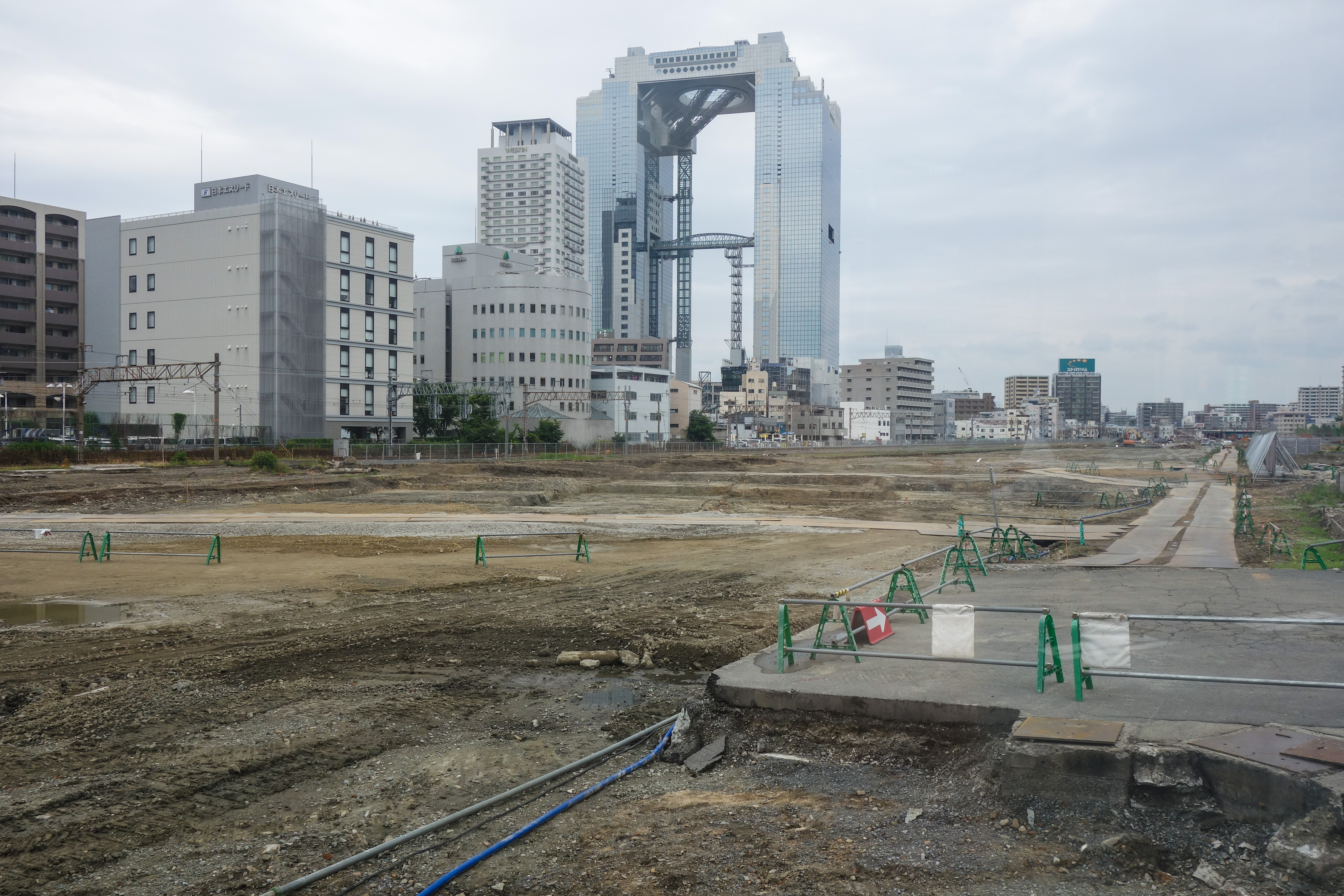
梅田貨物駅跡（2014年6月）
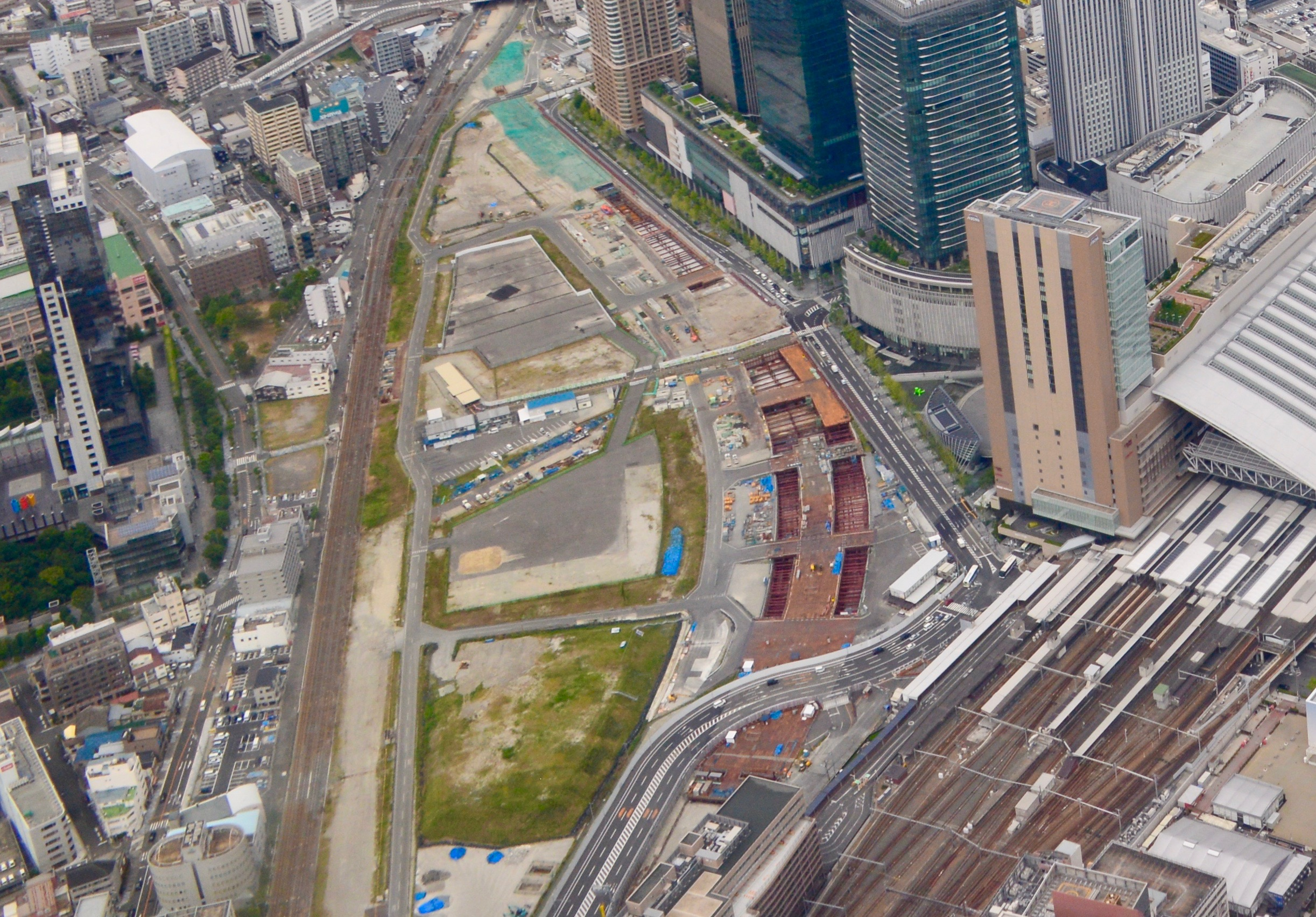
地下におおさか東線を建設中（2019年）
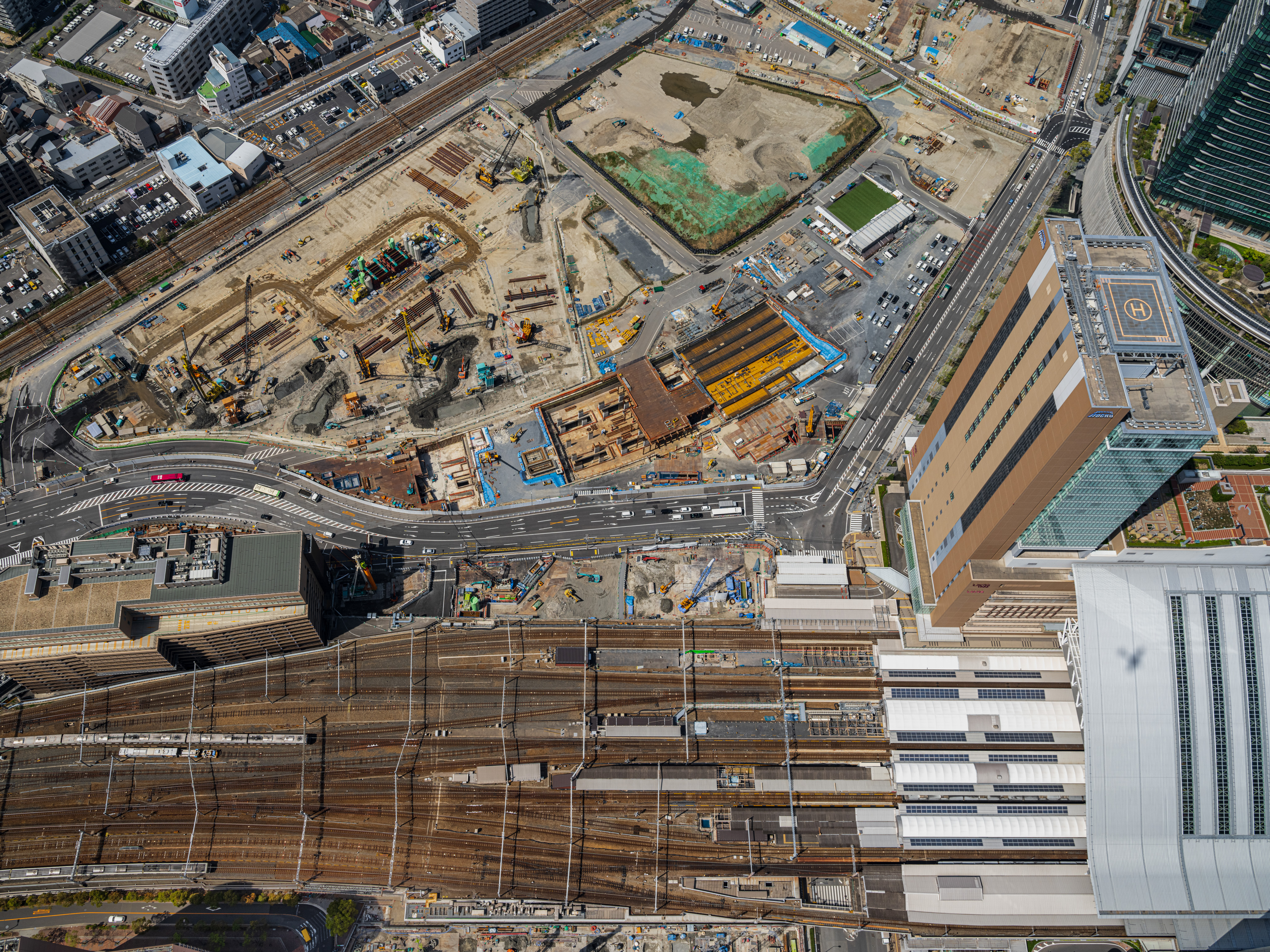
建設中の地下ホーム（2021年）

## その他
- 構内に梅田機関区及び貨車の点検を行う梅田貨車区があった。最盛期の国鉄時代には機関区に入換用機関車も配置され、貨車区では1日に約40 - 45両の貨車を管理点検していたが2000年には約9両にまで減った。それに伴い人員も半減し、2001年11月までに吹田機関区に統合された。
- 梅田駅の構内で毎年JR貨物恒例のバザーが開かれており、客の多くは元日本国有鉄道（国鉄）職員とその家族達で、入場者数は2万人にも上っていた時期もある。主な商品は鉄道部品である。
- 南西部の旧 北梅田町には昔、大阪七墓のひとつである梅田墓地があった関係から毎年8月下旬に地蔵盆があり、地元の人も参加して無縁仏の供養を行っている。
- 旧 北梅田町に金蘭会高等女学校（現・金蘭会中学校・高等学校）と大阪府立梅田高等女学校（現・大阪府立大手前高等学校）、北東部の旧 牛丸町に大阪市立工業学校（現・大阪市立都島工業高等学校）があったが、梅田貨物駅設置のために移転している。
- かつては水運の便を図るため、堂島川から梅田入堀川（堂島堀割川）と呼ばれる掘割水路があったが、1967年までに埋め立てられている。
- 「ねんきん特別便」45,000通を含む郵便物を乗せたコンテナが、輸送会社間の連絡ミスで当駅に2008年9月24日から11月27日までの間放置されていたことが判明。郵便事業（日本郵便）と輸送会社2社は、2008年12月26日に国土交通省から貨物利用運送事業法に基づく行政処分を受けた[18]。
- 新大阪駅など、大阪市内の一部のJR西日本の駅では、旧梅田貨物駅ではなく大阪駅を指して「梅田」と案内することが見られる（梅田地区の鉄道駅も参照）。

## 隣の駅
西日本旅客鉄道（JR西日本）
東海道本線支線（梅田貨物線）
新大阪駅 - 梅田信号場 - （福島駅） - 西九条駅